# Wspólnota administracyjna Marienberg
Wspólnota administracyjna Marienberg (niem. Verwaltungsgemeinschaft Marienberg) – dawna wspólnota administracyjna w Niemczech, w kraju związkowym Saksonia, w okręgu administracyjnym Chemnitz, w powiecie Erzgebirgskreis. Siedziba wspólnoty znajdowała się w mieście Marienberg.
Wspólnota administracyjna zrzeszała jedno miasto oraz jedną gminę: 
- Marienberg
- Pobershau

1 stycznia 2012 wspólnota została rozwiązana a gmina Pobershau została przyłączona do miasta Marienberg, i tym samym stała się automatycznie jego dzielnicą.